# Monastère de Tengboche
 Le monastère de Tengboche (ou monastère de Thyangboche), également connu sous le nom de Dawa Choling Gompa, est situé dans le village de Tengboche, près de Khumjung, dans la région du Khumbu, à l'est du Népal. C'est un monastère bouddhiste tibétain (en) de la communauté sherpa. Situé à 3 867 mètres (12 687,0078933 pi), le monastère est le plus grand gompa de la région du Khumbu au Népal.

## Localisation
Le site se trouve au milieu du parc national de Sagarmatha (inscrit au patrimoine mondial de l'UNESCO par sa « valeur universelle exceptionnelle »), drapé d'une vue panoramique sur les montagnes de l'Himalaya, y compris les célèbres sommets de Tawesche, Everest, Nuptse, Lhotse, Ama Dablam et Thamserku.
Plus précisément, il est situé sur une colline au confluent des rivières Dudh Kosi (en) et Imja Khola (en). Il se trouve dans le district de Solukhumbu, au nord-est de Katmandou, à la frontière entre le Népal et le Tibet. Il est habité par des sherpas (« sherpa » signifie littéralement « l' Oriental » ) qui ont migré du Tibet il y a six siècles. On y accède par un sentier de montagne depuis Namche, via l'aéroport le plus proche, Lukla (2800 m) connexion à Katmandou[réf. nécessaire].
Son accès se fait par une randonnée difficile de trois jours depuis Lukla. Cependant, compte tenu des besoins d'acclimatation liés à l'ascension en haute altitude, une randonnée de quatre jours est généralement préférable. Ce sentier traverse d'abord le Dudh Kosi (3250 m) rivière et une autre montée mène au monastère de Tengboche à 3870 m d'altitude. Une descente mène au monastère de Devouche. Le monastère est en toile de fond, surtout en hiver, le sommet enneigé de l'Ama Dablam, la pointe de l'Everest qui brille depuis la crête de Lhotse, ainsi que plusieurs autres sommets. Tengboche est la station intermédiaire du sentier menant au camp de base pour les alpinistes de l'Everest et d'autres sommets de plus de 8000 m. Toutes ces zones font partie de l'ensemble de la région de Kumbhu jusqu'à la frontière du Tibet avec une superficie de 1148 km² englobant le parc national de Sagarmatha,,,. Dans la région de Kumbu au Népal, le monastère est stratégiquement placé sur le chemin du camp de base de l'Everest et attire ainsi un grand nombre de touristes de toutes les régions du monde. Pendant la saison du printemps, les pentes des collines autour de Tengboche sont couvertes de rhododendrons en fleurs.
Tengboche est le terminus du « Sacred Sites Trail Project » du parc national de Sagarmatha, qui attire de nombreux touristes amateurs de trekking et d'alpinisme. Ce sentier circulaire traverse dix monastères dans le sens des aiguilles d'une montre et se termine au monastère de Tengboche.

## Histoire
La vallée du Khumbu, où se trouve le monastère, a été influencée par lr bouddhisme il y a environ 350 ans. Les anciens écrits tibétains font référence à cette vallée, ainsi qu'aux vallées de Rowlang et de Khanbalung, comme des lieux sacrés. Lama Sangwa Dorje est considéré comme le fondateur du plus ancien monastère du Khumbu, à Pangboche, ainsi que de nombreux autres petits ermitages. Ses connaissances psychiques divines et sa vision clairvoyante avaient prédit l'opportunité d'établir un monastère à Tengboche, d'après une empreinte de pas qu'il avait laissée sur un rocher lors d'une méditation[réf. nécessaire].
Cependant, la fondation du monastère n'eut lieu qu'en 1916 par Lama Gulu, qui entretenait des liens étroits avec son monastère mère, celui de Rongbuk au Tibet. C'était l'époque de Ngawang Tenzin Norbu, quiétait considéré comme la cinquième incarnation de Sangwa Dorje. Il avait établi un monastère à Rongbuk, au Tibet, sur la face nord de l'Everest. Il bénit Chatang Chotar, connu sous le nom de Lama Gulu, pour fonder le monastère de Tengboche dans le village du même nom. C'est ainsi qu'il fut établi à son emplacement actuel en 1916. C'est le premier monastère célibataire de la lignée Nyingmapa du bouddhisme vajrayana. De nombreux monastères villageois plus anciens se trouvent à proximité.
En 1934, il a été détruit par un tremblement de terre, puis reconstruit. En 1989, il a été détruit une seconde fois par un incendie, puis reconstruit avec l'aide de bénévoles et de l'aide internationale. Trois riches habitants de la communauté sherpa locale sont crédités du financement de la construction du monastère. Parmi eux, Karma était le plus influent et le plus connu, car il était collecteur d'impôts et bénéficiait également du patronage des souverains Rana du Népal. On dit qu'outre les Sherpas du Khumbu, des Sherpas Sherung ont participé à la construction de ce monastère. Certains temples du village, chörtens et petits sanctuaires religieux datent d'avant 1880, en particulier tous les grands chortens. Le mur Mani, fait de dalles de pierre gravées de prières et de textes sacrés, date de 1915.
Le monastère fut détruit lors du tremblement de terre de 1934. Par la suite, Lama Gulu, qui l'avait construit, mourut. Son successeur, Umze Gelden, reprit la tâche de reconstruction, avec le soutien indéfectible de Ngawang Tenzin Norbu. Les moines et la communauté locale, avec l'aide d'un charpentier qualifié de Lhassa, rétablirent le monastère. Des fresques murales exceptionnelles furent réalisées par Kappa Kalden, un artiste renommé. Grâce à l'afflux de touristes dans la région du Khumbu, notamment pour les randonnées en montagne, le monastère acquit une grande renommée.
Cependant, les précieux écrits anciens, statues, peintures murales et sculptures sur bois du monastère furent détruits dans l'incendie dévastateur provoqué par un court-circuit le 19 janvier 1989. La pierre monumentale sur laquelle était gravée l'empreinte de pied gauche de Lama Sangwa Dorje s'était fracturée. Quelques randonneurs réussirent à sauver quelques livres et peintures. Le monastère a depuis été entièrement reconstruit grâce à des dons du monde entier[réf. nécessaire].

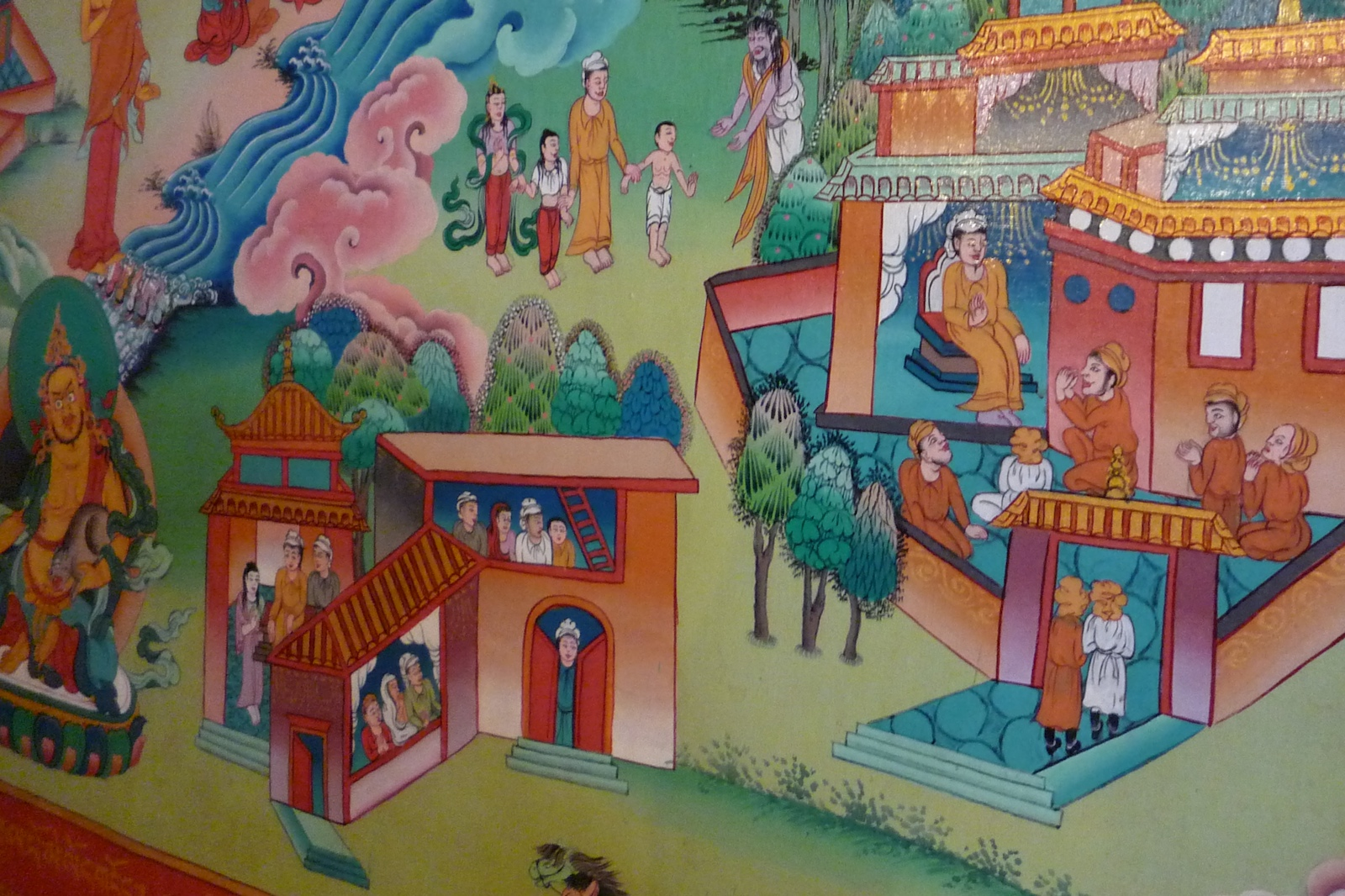
Un tableau restauré dans le monastère

Après la destruction du monastère par un incendie, sa reconstruction fut entreprise par l'actuel Nawang Tenzing Jangpo, considéré comme l'incarnation du fondateur Lama Gulu, important chef spirituel des Sherpas. Il a noué des liens avec de nombreux randonneurs et alpinistes de toutes confessions visitant le monastère, ce qui l'a aidé à trouver des fonds pour sa restauration. Dans le respect des pratiques religieuses établies, le monastère a été en grande partie reconstruit. Les peintures murales du peintre tibétain Tarke-la, représentant des bodhisattvas ou des Bouddhas, ornent le sanctuaire. De plus, les moines et la communauté sherpa, avec l'aide du Sir Edmund Hillary and Hl'imalayan Trust, de l'American Himalayan Heritage Foundation et de nombreux sympathisants internationaux, ont manifesté leur soutien de plusieurs manières.
Hillary et Tenzing Norgay, un habitant de ce village, furent les premiers à atteindre le sommet de l'Everest lors de l'expédition britannique de 1953 (en). Par la suite, ce monastère a suscité un intérêt international accru,, car il se trouve sur la route menant au camp de base de l'Everest pour les itinéraires empruntant la cascade de glace du Khumbu et l'arête ouest. Les expéditionnaires de l'Everest visitent le monastère pour allumer des bougies et implorer la bénédiction des dieux pour une bonne santé et une alpinisme en toute sécurité,.

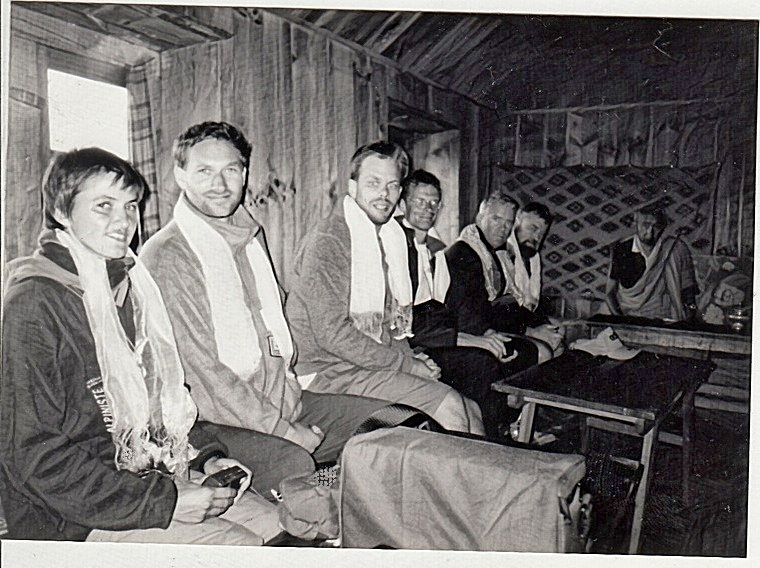
Les alpinistes de l'Everest reçoivent les bénédictions du monastère de Tengboche de Ngawang Tenzing Jangpo. Ginette Harrison, Sir David Hempleman-Adams, David Callaway, Scott McIvor, Lee Nobmann, Brian Blessed.

John Hunt, le chef de l'expédition de 1953 et l'un des premiers alpinistes à visiter le monastère (la plupart des expéditions précédentes, mais pas toutes, ont approché la montagne par le côté nord (tibétain)), a offert la description suivante de Thengboche dans The Ascent of Everest :

« Thyangboche doit être l'un des plus beaux endroits du monde. Il culmine à plus de 3 600 mètres d'altitude. Les bâtiments du monastère se dressent sur une butte au bout d'un grand éperon qui traverse l'axe direct de la rivière Imja. Entouré d'habitations satellites, toutes pittoresques et d'une étrange allure médiévale, il offre une vue incomparable sur le plus beau paysage de montagne que j'aie jamais vu, que ce soit dans l'Himalaya ou ailleurs. »

Le monastère reconstruit a été officiellement consacré en 1993 et est considéré comme la porte d'entrée du mont Everest. La salle religieuse du Guru Rimpoché a été entièrement restaurée en septembre 2008. La porte d'entrée a également été reconstruite grâce à des fonds de la Fondation du Grand Himalaya, basée à Washington, DC, aux États-Unis.

Le monastère abriterait 60 moines, signe de sa prospérité financière. Cependant de moins en moins de jeunes garçons s'engageraient comme moines, préférant travailler dans l'alpinisme ou la randonnée.

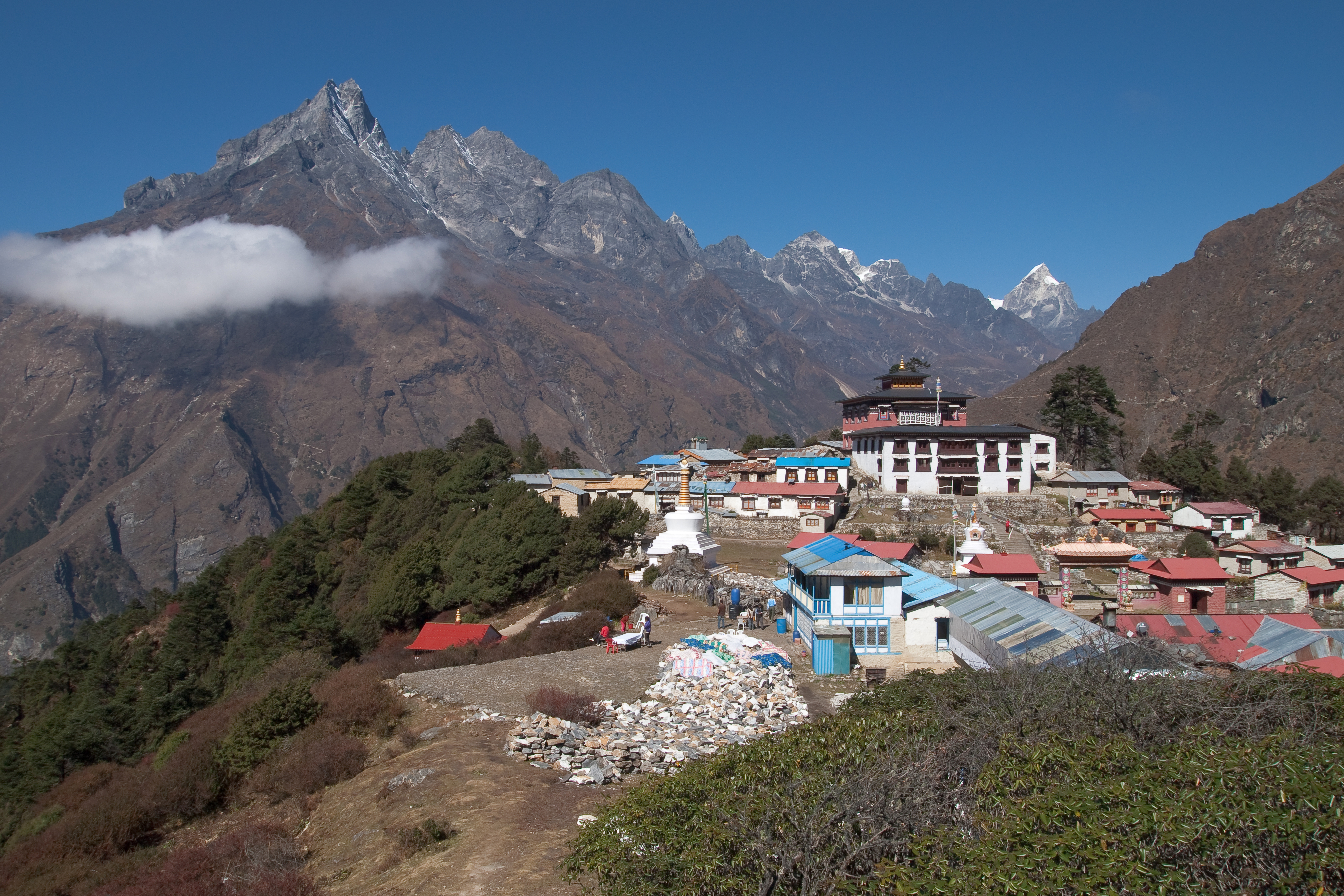
Monastère au milieu des sommets de Sagarmata

## Structures

### Présentation générale
Le monastère actuel est construit en maçonnerie de pierre. La cour et les réserves sont vastes pour faciliter les rites et activités religieuses des moines. Le bâtiment principal abrite le Dokhang, la salle de prière obligatoire, où une grande statue du Bouddha Shakyamuni est déifiée. La statue s'étend sur deux étages du monastère et englobe le Ser sang lha khang, la salle du sanctuaire du premier étage. Le Bouddha Shakyamuni est entouré de Manjushri, la divinité de la sagesse, de Maitreya et du futur Bouddha. Les écritures du Kangyur, les enseignements originaux du Bouddha traduits en tibétain, font partie du sanctuaire[réf. nécessaire].
Le monastère reconstruit est une structure grande et impressionnante avec une zone de camping à l'avant et un certain nombre de lodges. Tengboche est entouré d'anciennes pierres mani (en) (pierres plates inscrites avec le mantra "Om Mani Padme Hum", des drapeaux de prières flottant au sommet des hauts sommets (les drapeaux sont arborés dans des couleurs indiquant les cinq éléments bouddhistes : la terre, le vent, le feu, l'eau et la conscience).

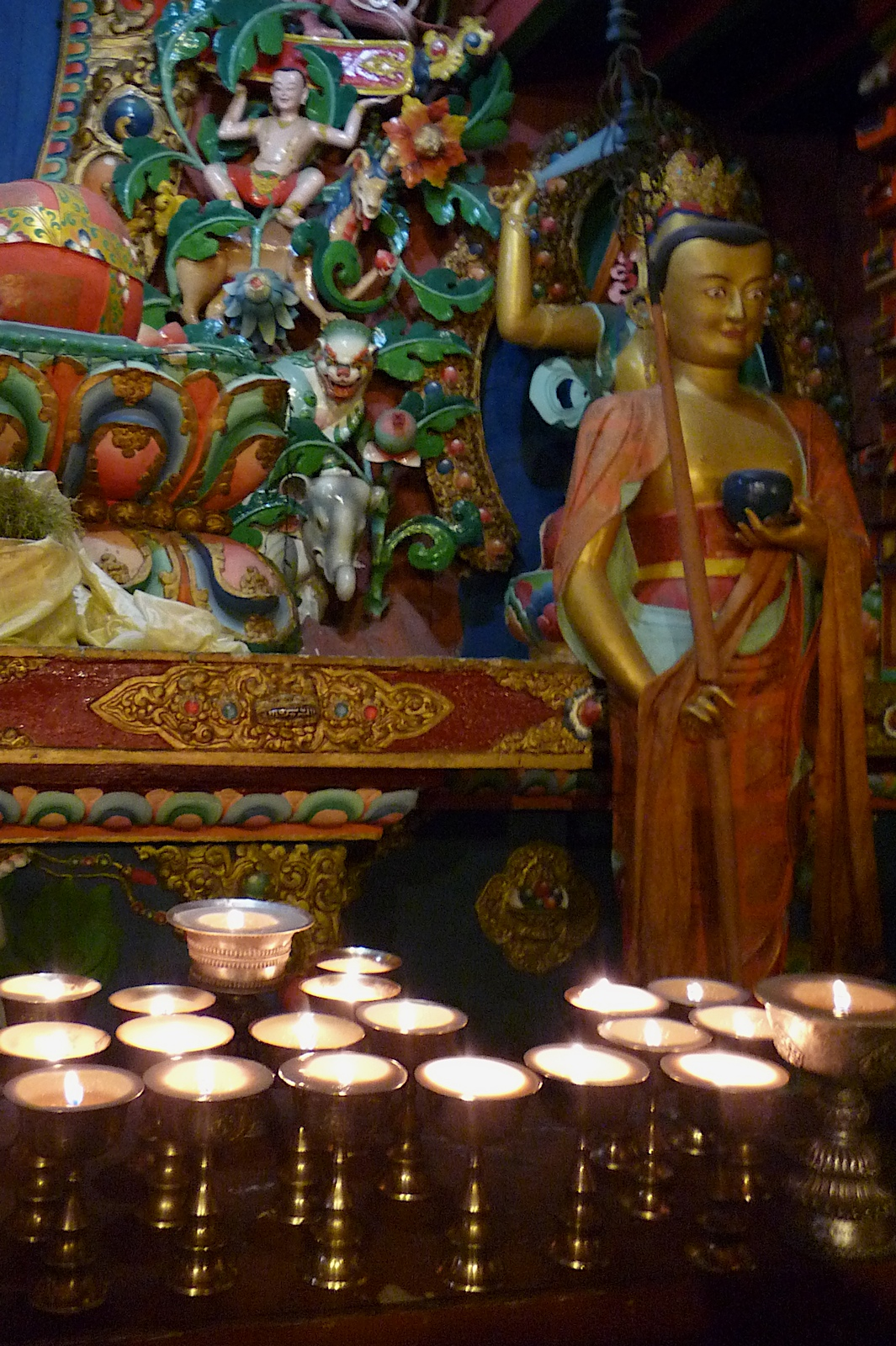
Une divinité dans le sanctuaire principal

Bien que les peintures originales du monastère datent du XIVe siècle, selon Christoph von Fürer-Haimendorf, l'ensemble actuel a été réalisé au XXe siècle. Les peintures murales, les thangkas et les collections de sculptures, selon le critique d'art Tucci, sont les suivantes :

« des motifs d'origines diverses et une exubérance baroque de la facture sont soulignés par une certaine lourdeur du dessin et le souci de ne laisser aucun espace vide »

Tucci développe davantage les représentations exagérées dans les formes d'art tibétaines :

« Même la forme des ustensiles et des meubles tibétains est exagérée. Les théières bombées, au col plutôt court et au couvercle bombé, n'ont rien de la légèreté des théières persanes ou chinoises. »

### Couvent
Le bouddhisme vajrayana ne restreint pas ses enseignements aux hommes ou aux femmes. En effet, durant les premières années de la fondation du monastère de Tengboche, les nonnes y étudiaient et pratiquaient le bouddhisme. Cependant, au fil des ans, lorsque les nonnes souhaitèrent un lieu exclusif pour vivre et prier, le Lama Gulu, chef du monastère, leur accorda un terrain dans une petite vallée appelée Devoche. Le couvent fut alors établi à Devoche, à quelques pas du Tengboche. Ce petit couvent, administré par le Tengboche, est appelé Devoche ou couvent de Debuche (Ani). Il se situe à 3800 m. Elle a été construite au milieu de forêts de rhododendrons et de genévriers. Quinze religieuses y résidaient autrefois, mais aujourd'hui, seules neuf religieuses âgées vivent dans des conditions de pauvreté extrême. De nombreuses religieuses sont même parties poursuivre leurs études à Katmandou et en Inde,.

### Autres monastères

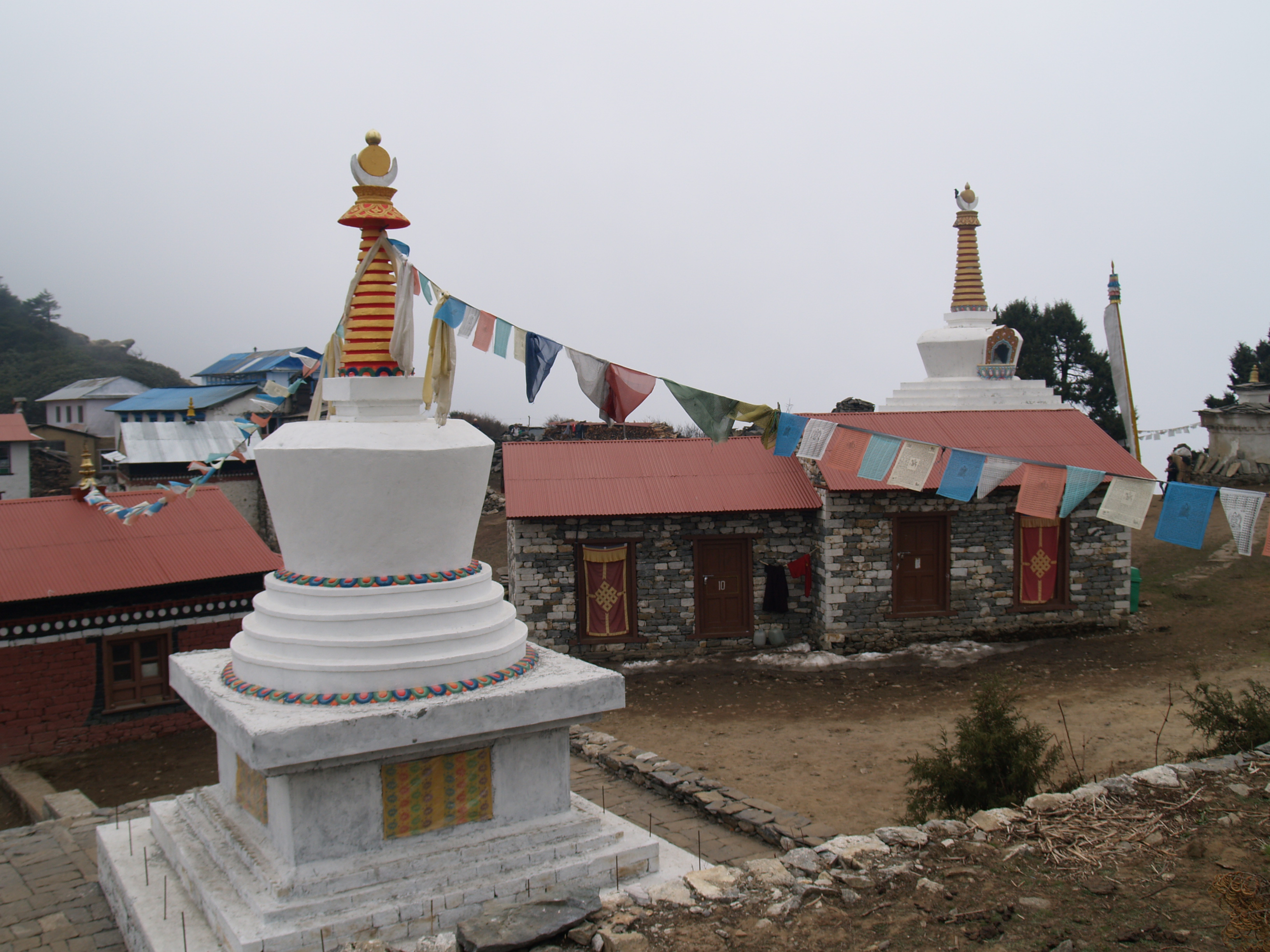
Chortens dans le village de Tengboche

Dans les villages voisins, il existe de nombreux autres chortens, petits monastères et ermitages, notamment ceux de Pangboche, Thame, Lawdo, Khumjung et Kunde,.

### Autres améliorations
Bien que le monastère ait été reconstruit après l'incendie, de nombreuses infrastructures manquaient, comme l'eau potable et l'électricité, entre autres. Un plan directeur a été élaboré par des spécialistes, des fonds ont été collectés et des projets ont été lancés. Ceux-ci ont permis de développer un système d'approvisionnement en eau potable pour Tengboche (même pendant les mois les plus froids), une microcentrale hydroélectrique assurant une alimentation électrique fiable, la création d'un terrain sacré pour la plantation d'herbes médicinales en haute altitude à proximité du monastère, un écocentre pour promouvoir le tourisme durable, des toilettes et des logements plus adaptés pour les porteurs, des programmes générateurs de revenus pour soutenir la population locale et, surtout, la création d'écoles pour améliorer les conditions d'éducation des populations locales.

## Festival Mani Rimdu
Mani Rimdu (en) est la fête la plus importante du peuple sherpa. Elle a lieu pendant le dixième mois lunaire du calendrier tibétain, correspondant aux mois d'octobre et novembre du calendrier grégorien. Elle tombe en automne, période pendant laquelle de nombreux touristes visitent la région du Khumbu. Ils entreprennent une randonnée jusqu'au camp de base de l'Everest et assister à la fête qui dure dix-neuf jours. Les festivités religieuses comprennent des cérémonies et des méditations (Drupchen (en)). « Mani Rimdu » signifie « partie du chant de Chenrezig » et « Rilbu » ou « Rimdu » désigne les petites pilules rouges bénies pendant la fête. Ces pilules sont bénies à plusieurs reprises, puis distribuées à tous les participants[réf. nécessaire].
Le festival est une tradition transmise par son monastère mère, le Rongbuk. Il commence par une représentation élaborée du diagramme du mandala réalisé avec du sable coloré. Ce sable est extrait d'un endroit précis dans les collines. Le mandala prend quatre jours à dessiner ; il est ensuite recouvert. Il est au cœur du festival religieux qui dure les dix jours suivants. Le programme comprend seize numéros de danse avec des interludes pour un effet comique. Enfin, après le départ de tous les fidèles, les moines accomplissent un rite du feu pour dissiper tout le mal du monde. Le mandala de sable spécialement créé pour le festival est ensuite officiellement retiré avec des prières pour le bien de tous les êtres sensibles. À la fin des festivités, le Tengboche Rinpoché, résident du monastère, bénit le public, après quoi les moines exécutent les « Danses des masques ». Les moines exécutent la danse masquée pour accueillir certaines des divinités protectrices comme manifestation du légendaire saint Guru Rinpoché, le fondateur du bouddhisme tibétain. Les numéros de danse montrent également la défaite des démons et l'initiation du bouddhisme au Tibet[réf. nécessaire].
Ainsi, le monastère de Tengboche et Mani Rimdu constituent des attractions touristiques majeures au Népal. On estime que le nombre de visiteurs au monastère est d'environ 15 000 par an, et qu'en haute saison, ce nombre atteint 600 par semaine,.

## Dans la culture populaire
- Le monastère est mentionné dans les paroles de la chanson « Wild Man (en) » de Kate Bush sur son album 50 Words for Snow (2011).
- Le musicien Brett Dennen a une chanson sur son album Por Favor (en) intitulée "Tengboche" (2016).

## Galerie

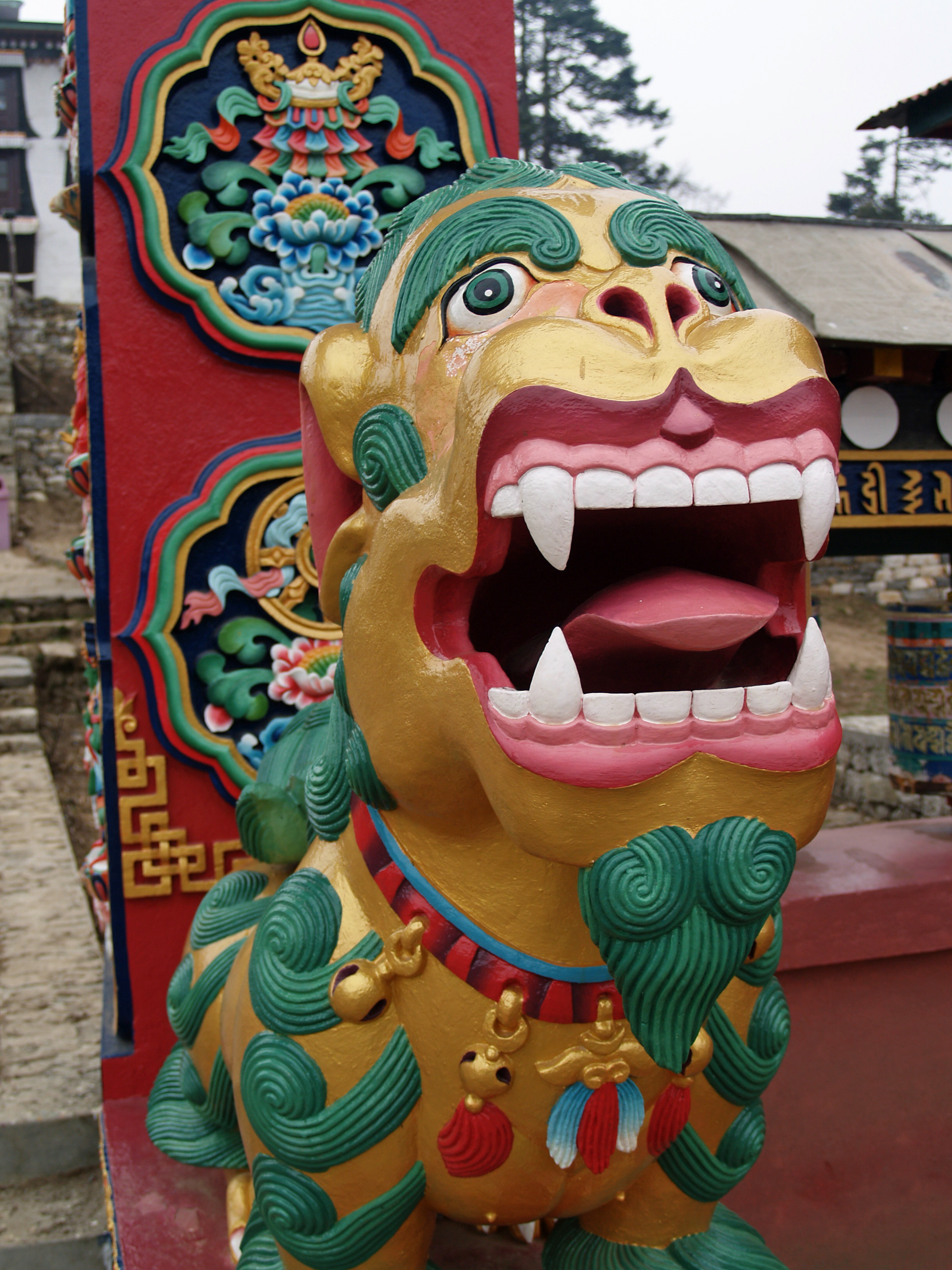
Une statue à l'entrée
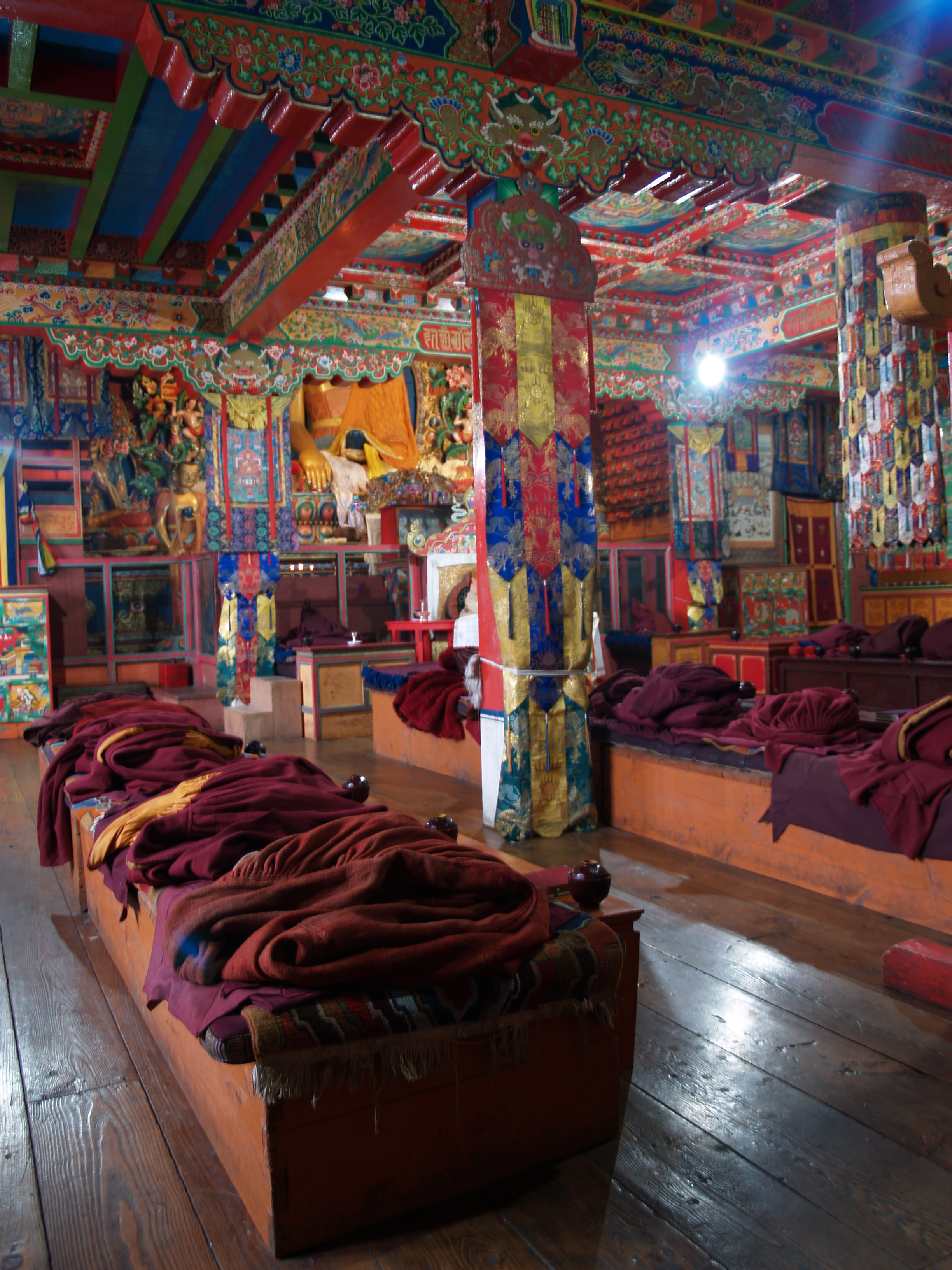
Peinture et fresque à l'intérieur du monastère
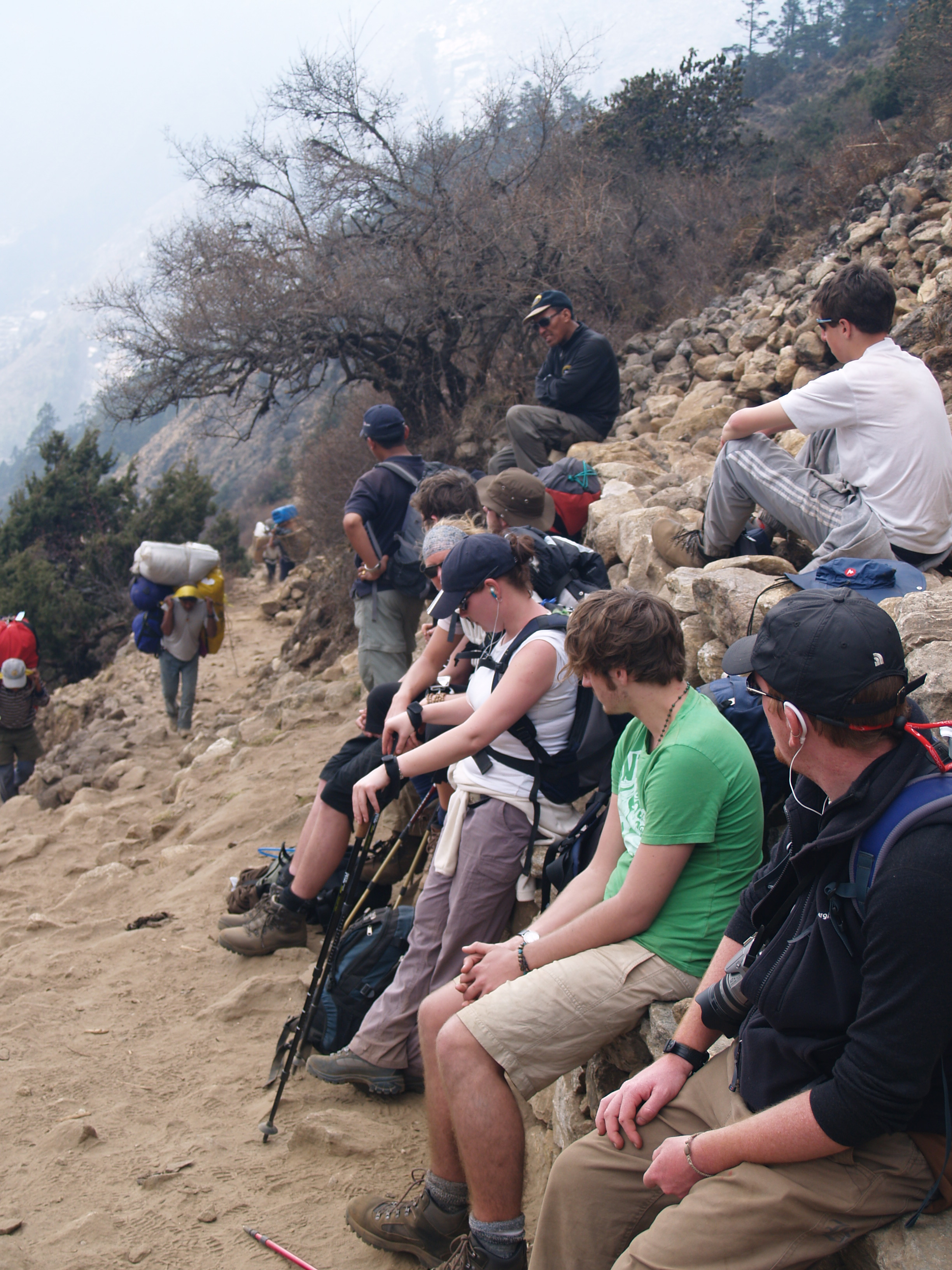
Randonneurs à Tengboche
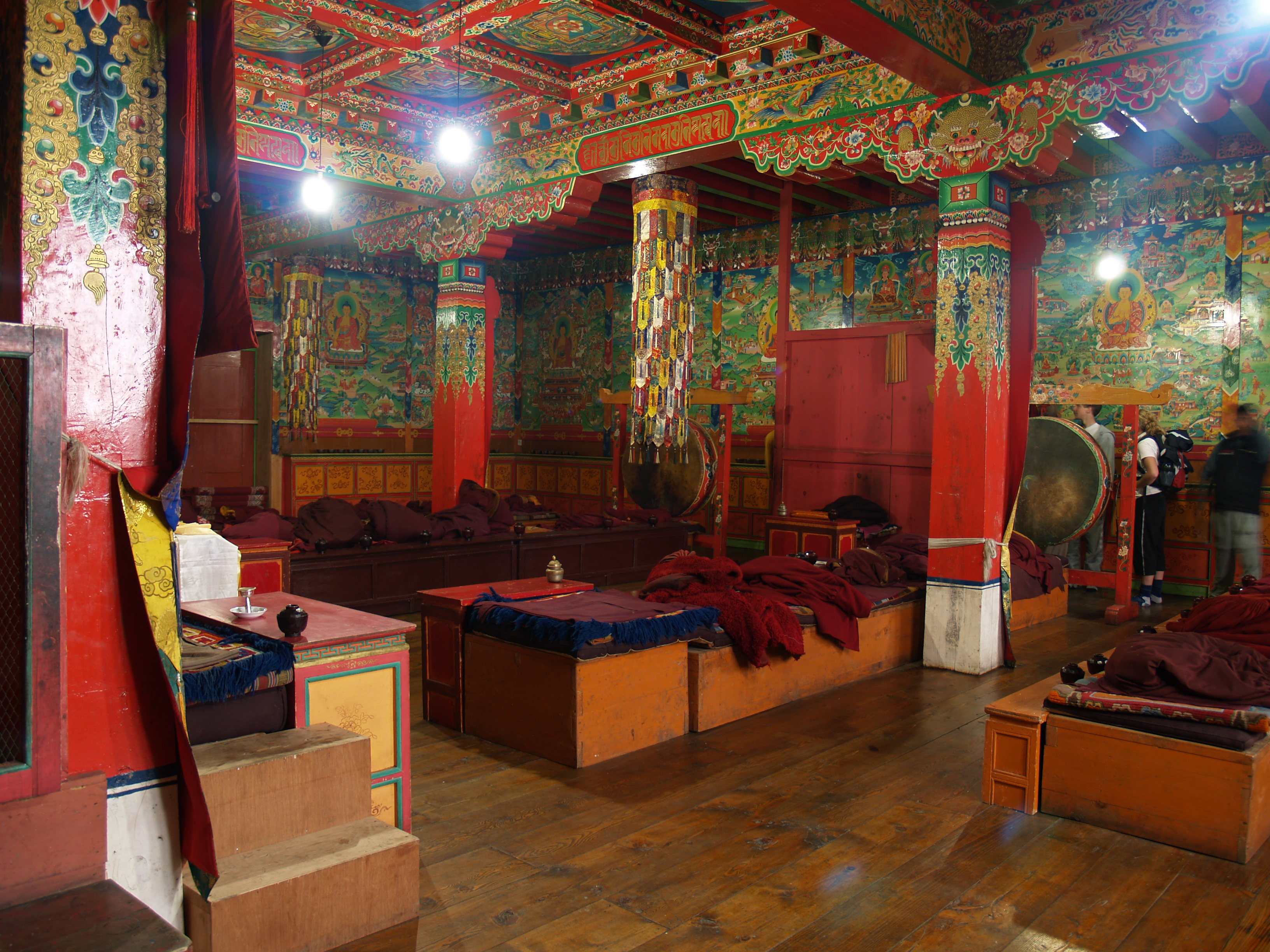
Vue intérieure du monastère
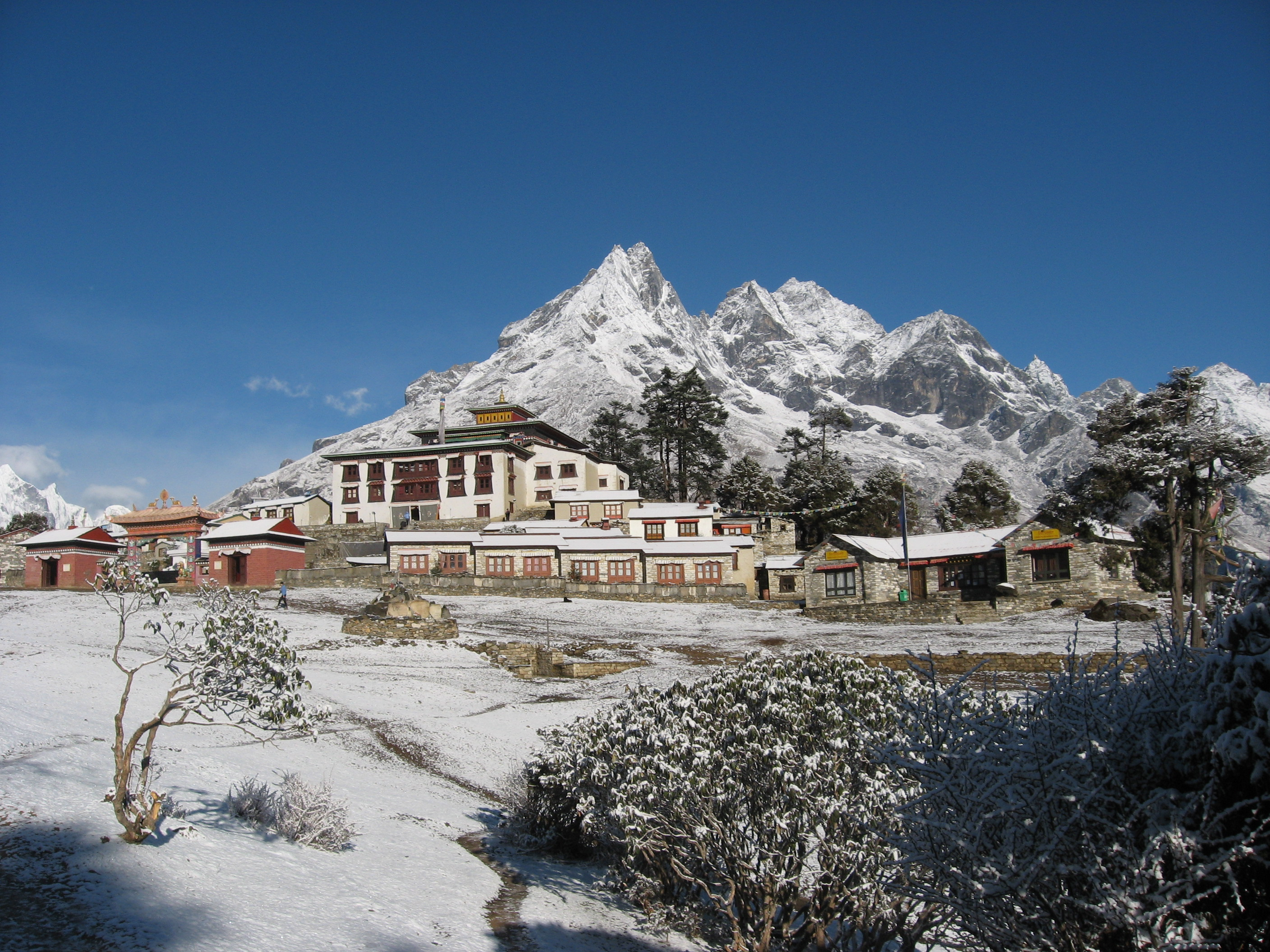
Vue du monastère depuis le sentier menant à Pangboche
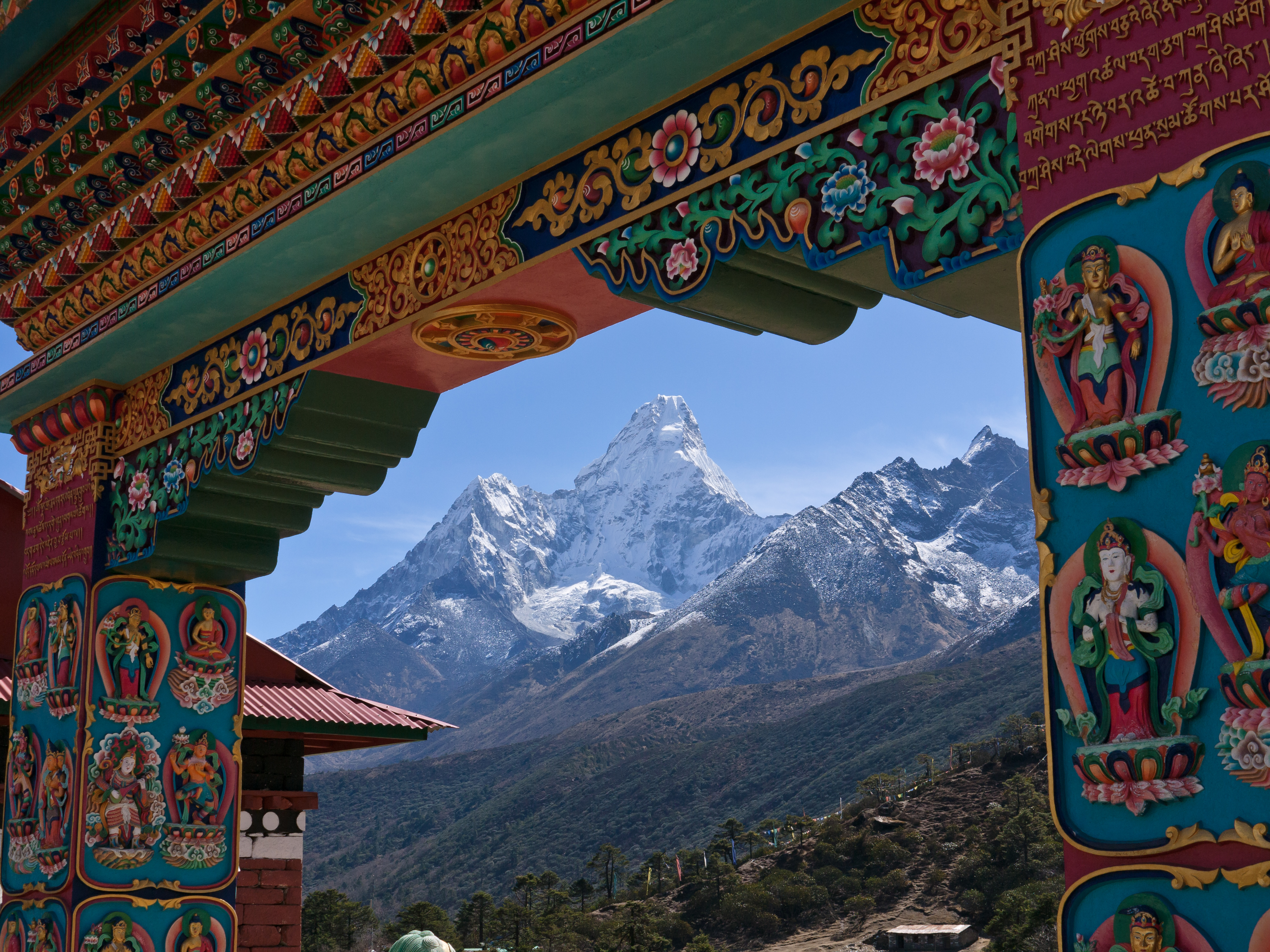
Une vue de l'Ama Dablam à travers l'arche de Tengboche.
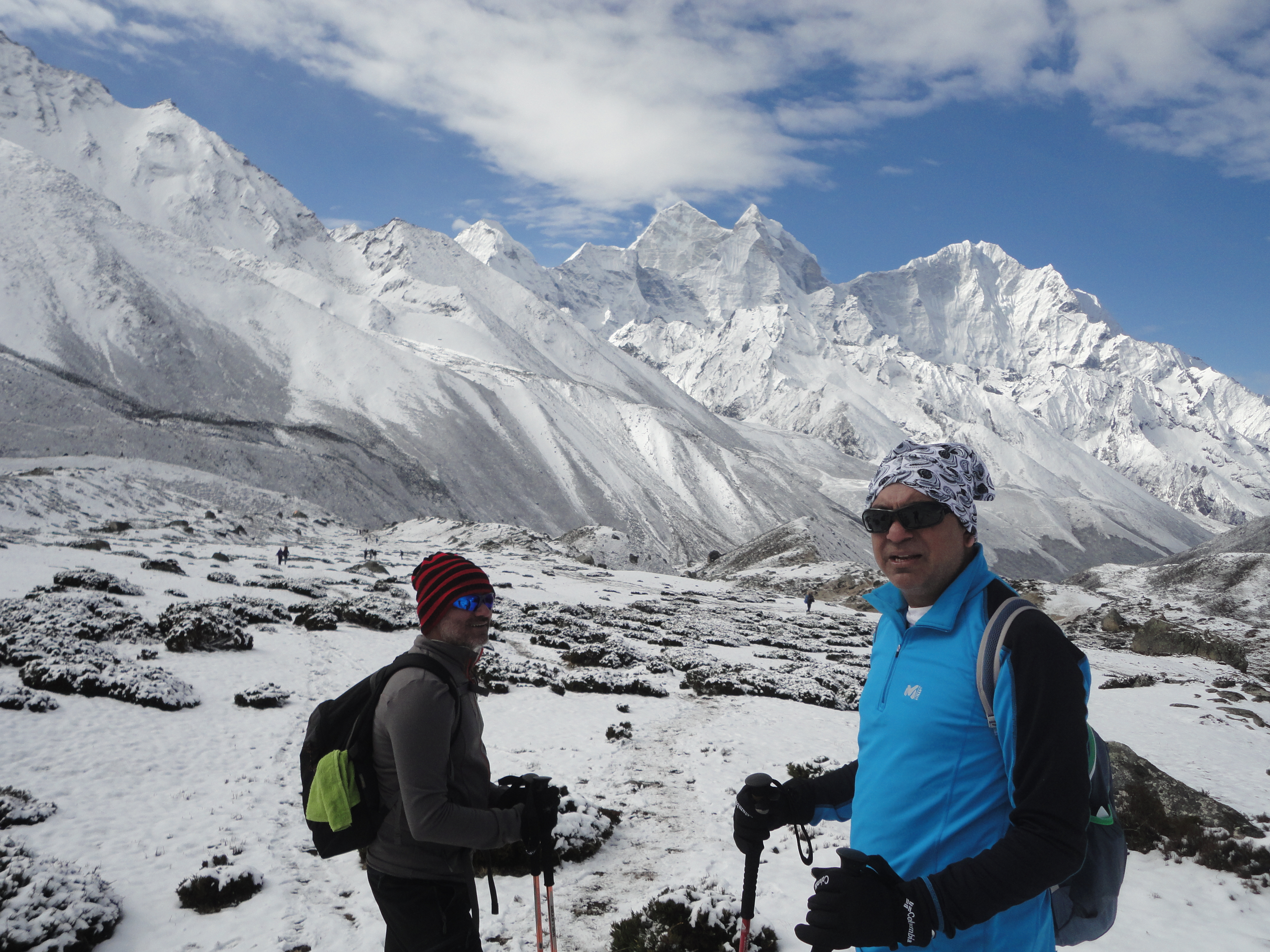
Choisir le meilleur moment pour le trek du camp de base de l'Everest est crucial pour tirer le meilleur parti de votre expérience !
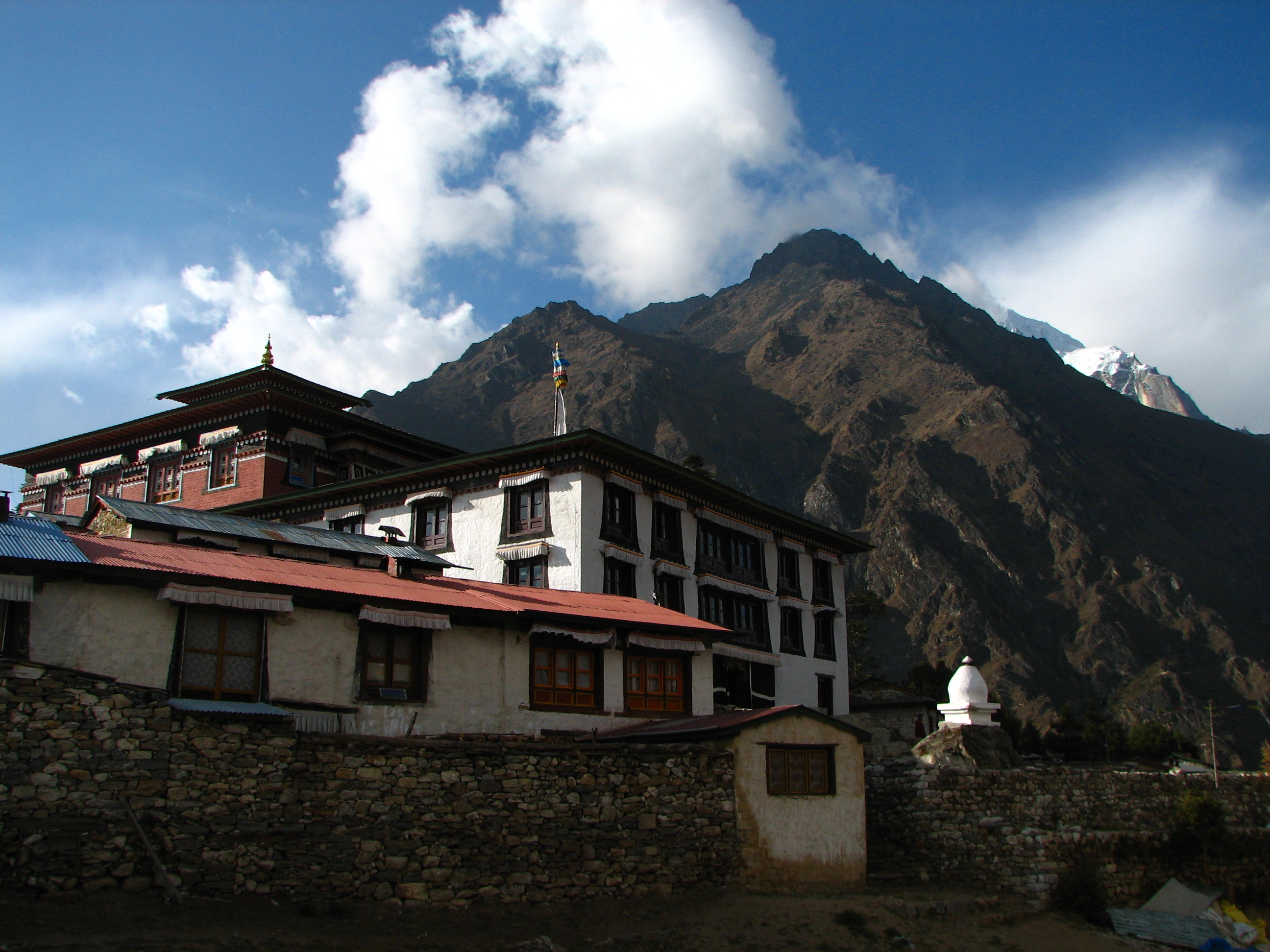
Monastère au milieu des sommets de Sagarmata.
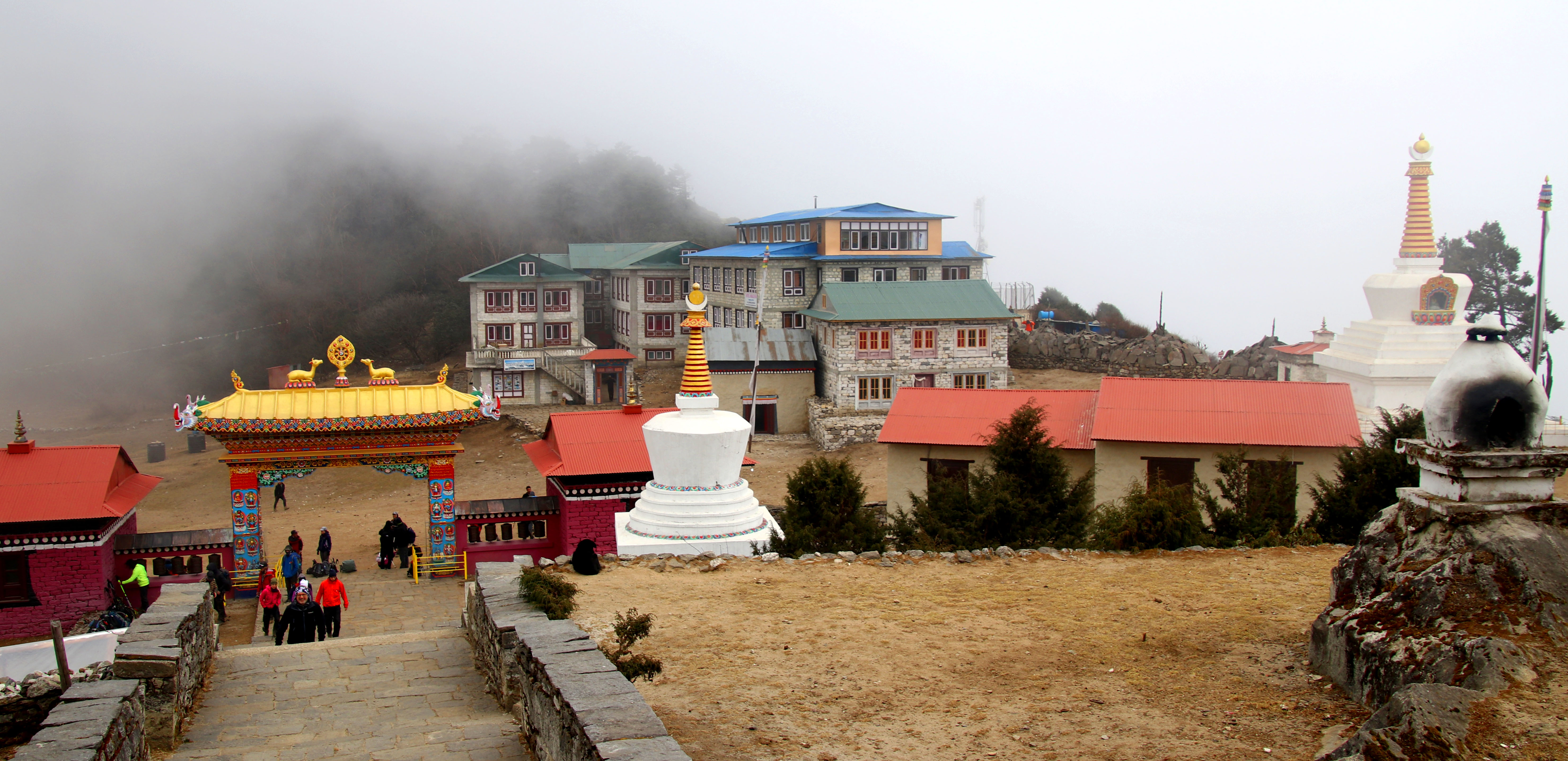
Entrée du monastère
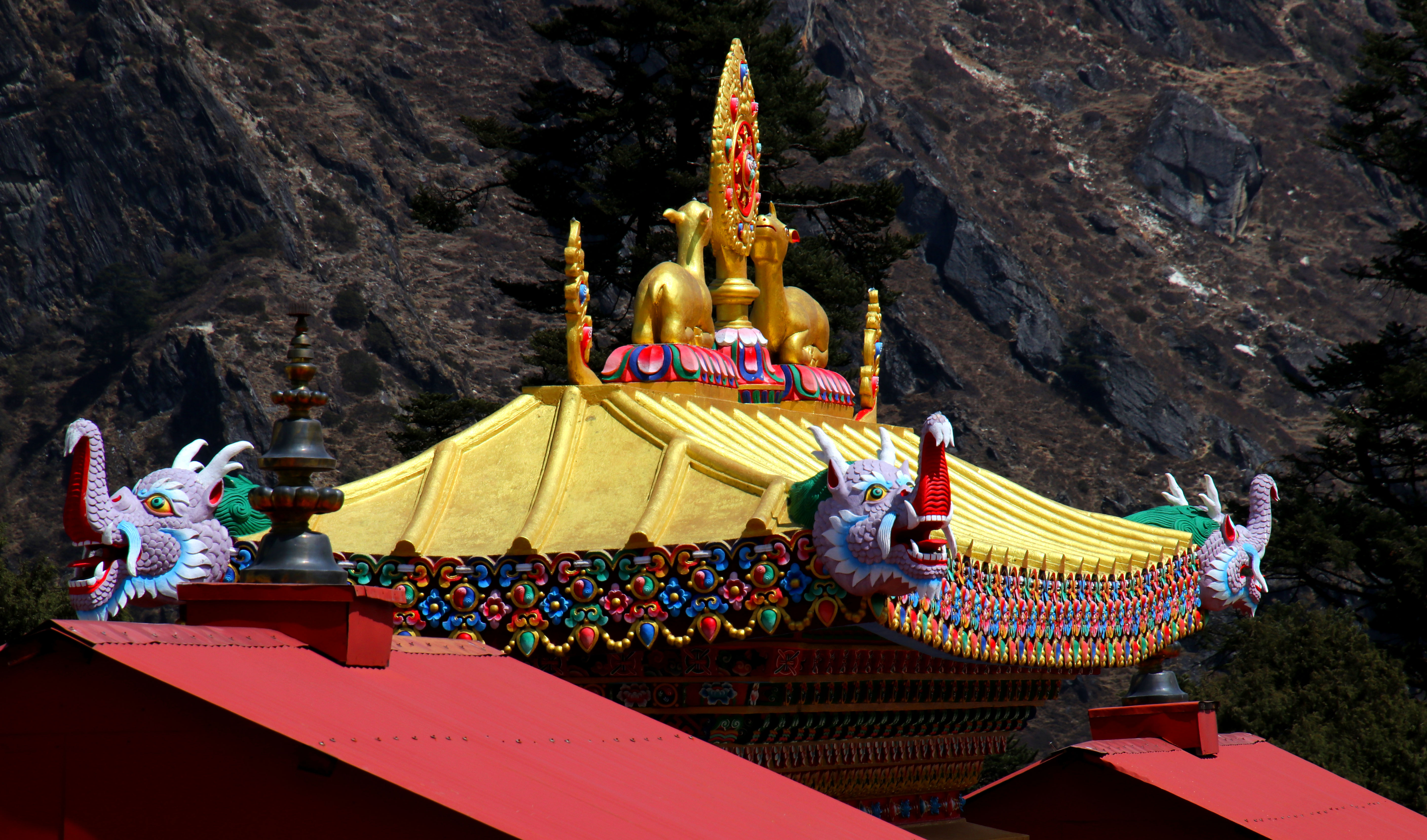
Toit du monastère
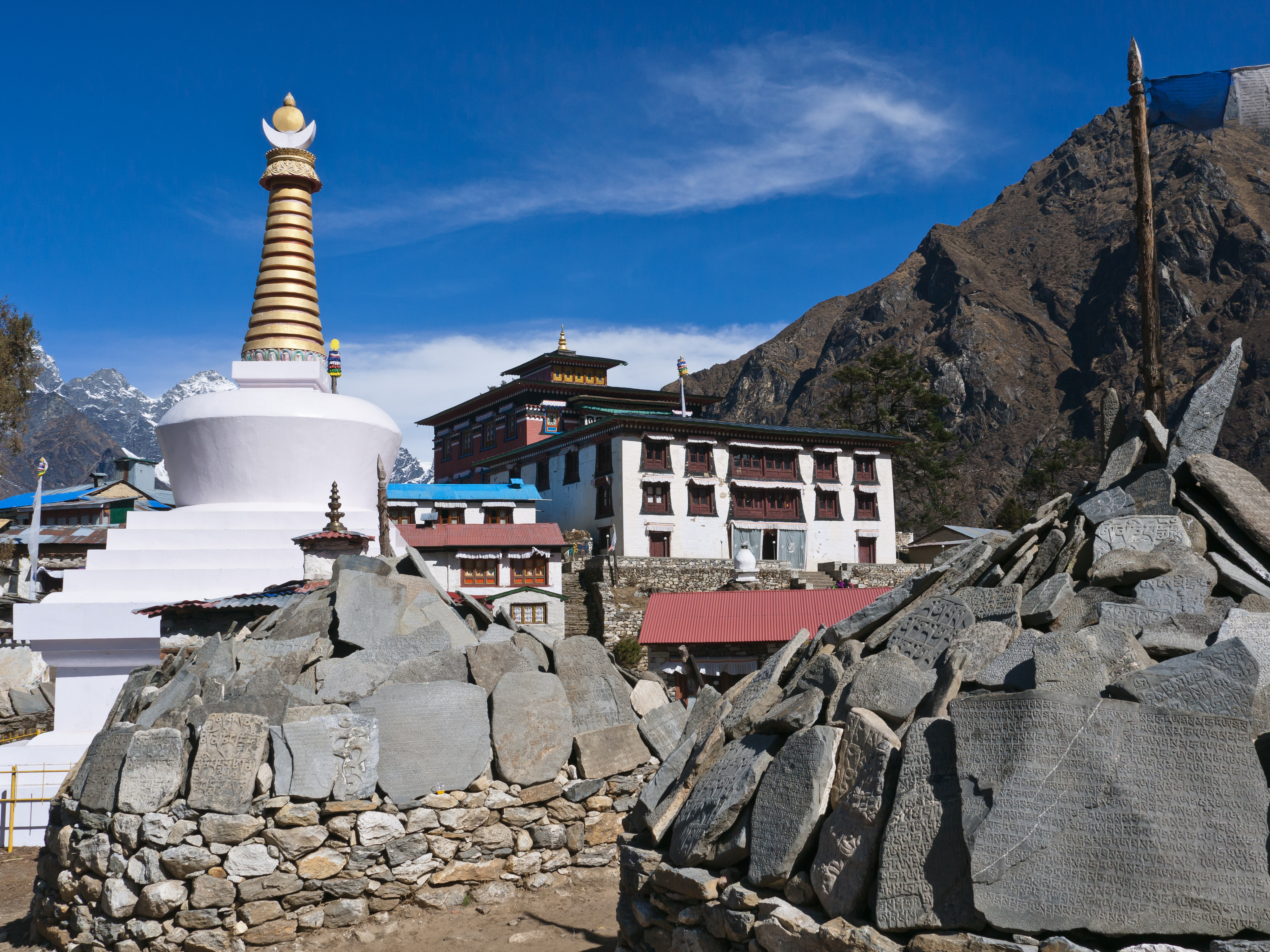
Un stupa et des pierres mani près du gompa (monastère) de Tengboche.
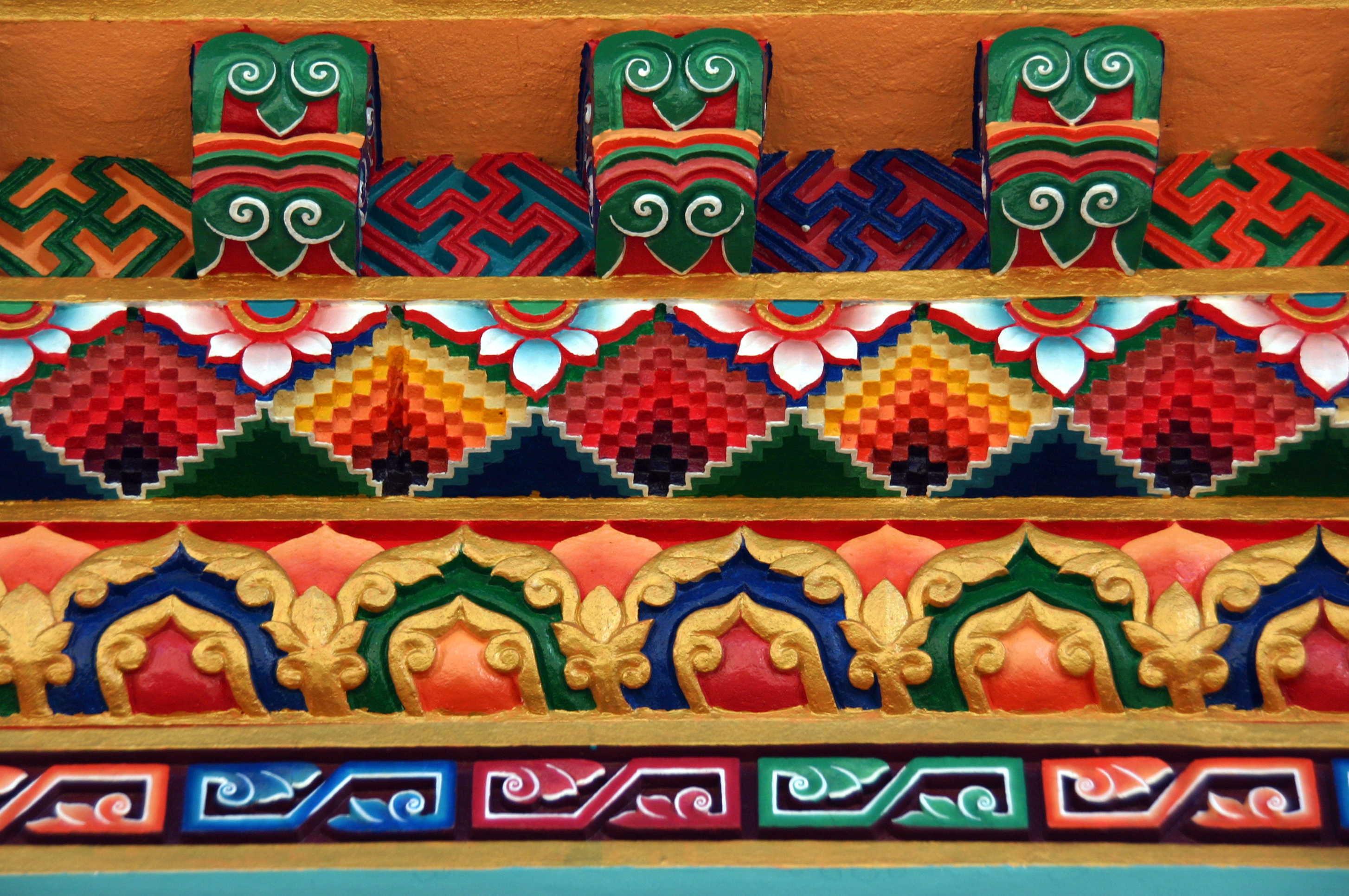
Ornements
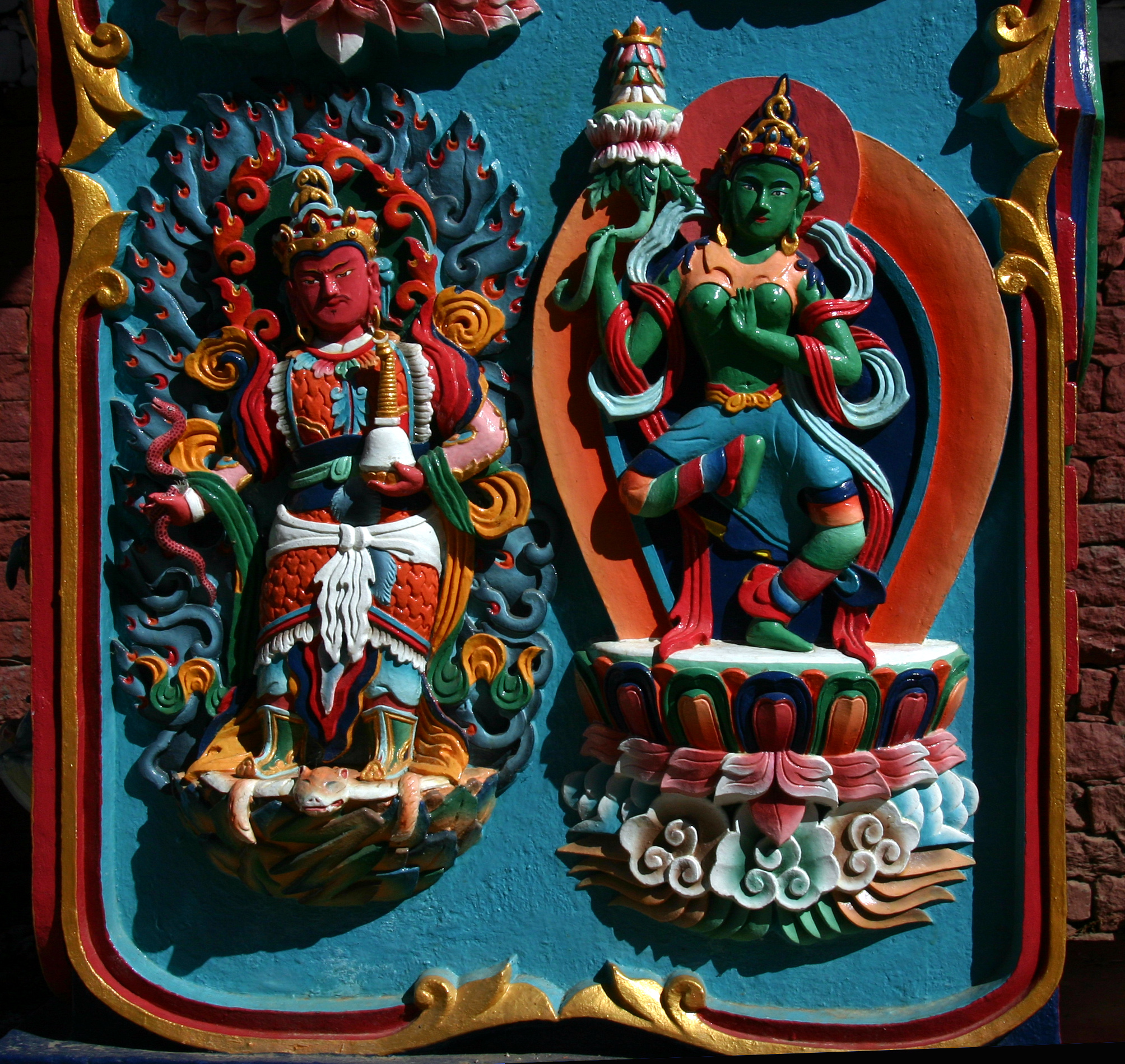
Ornements
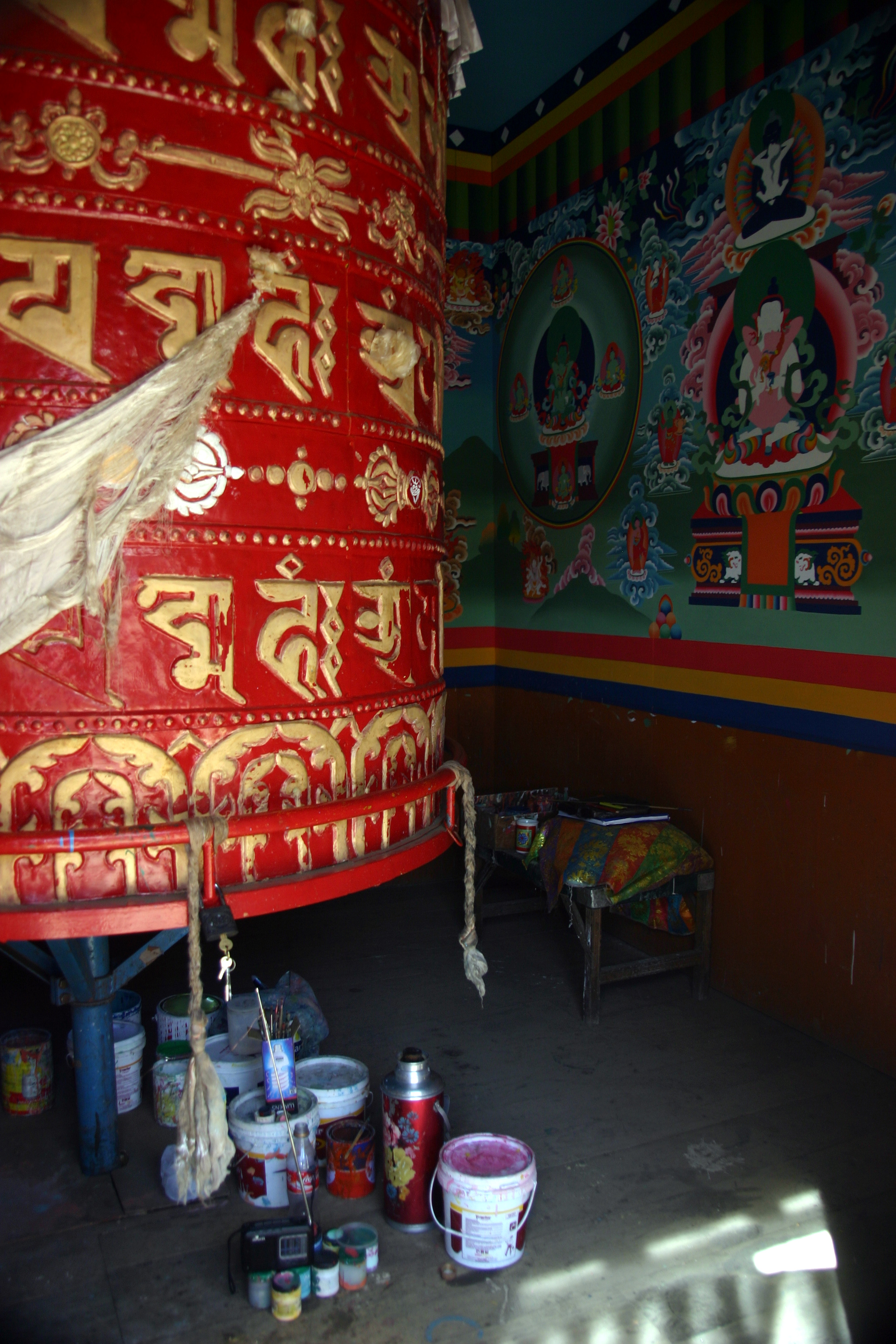
Peinture sur moulin à prières
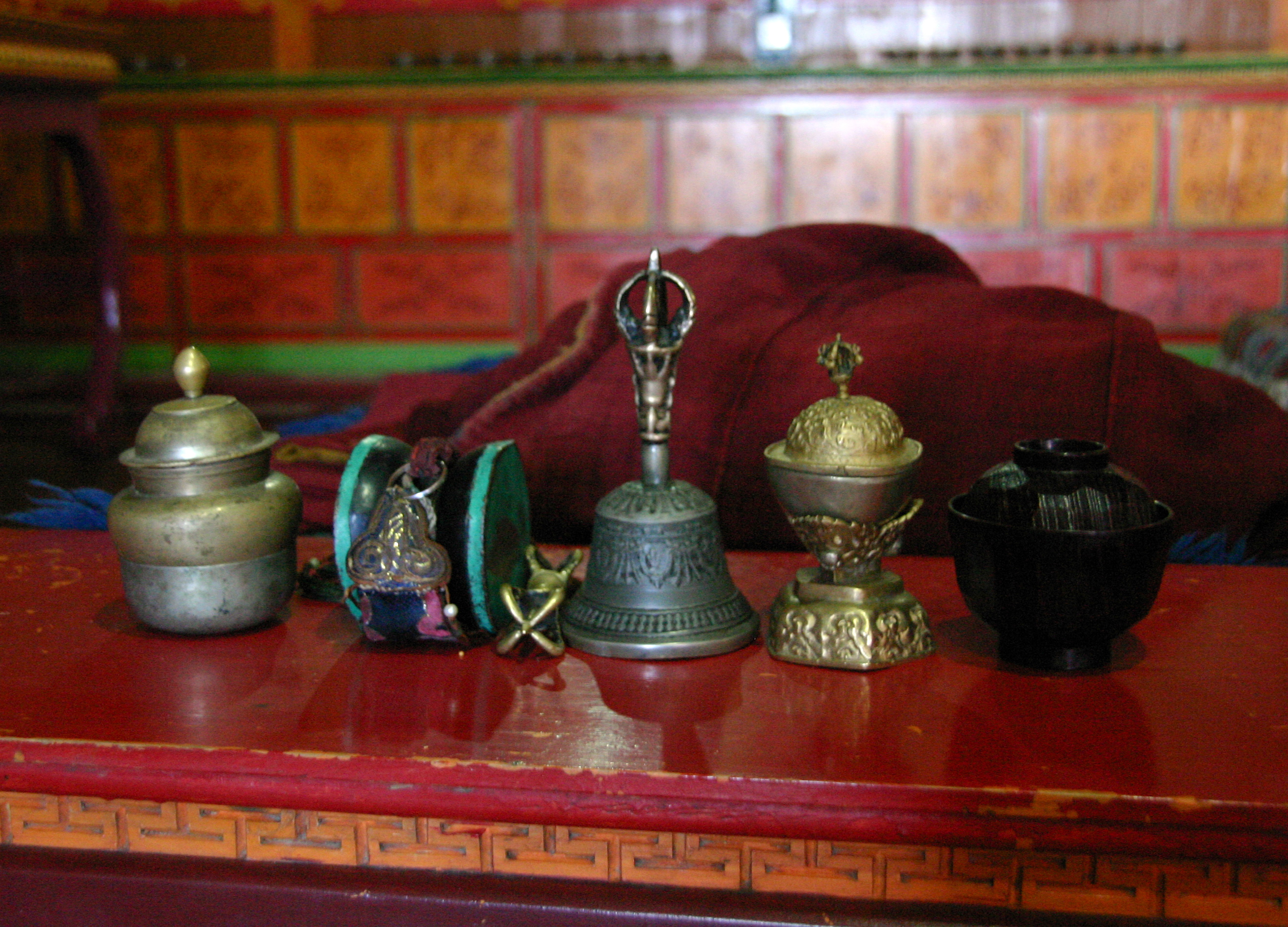
Accessoires rituels
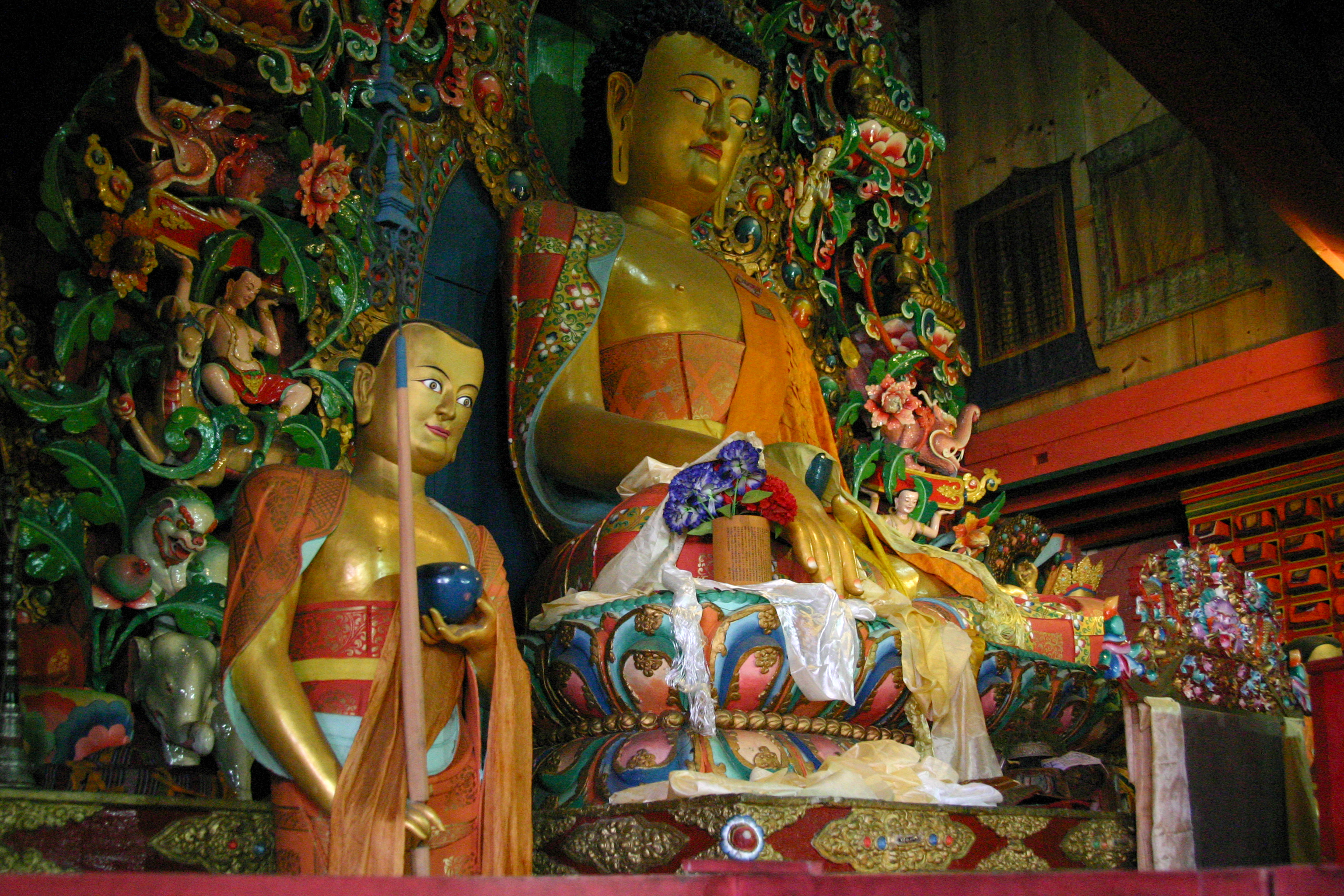
Statues de Bouddha
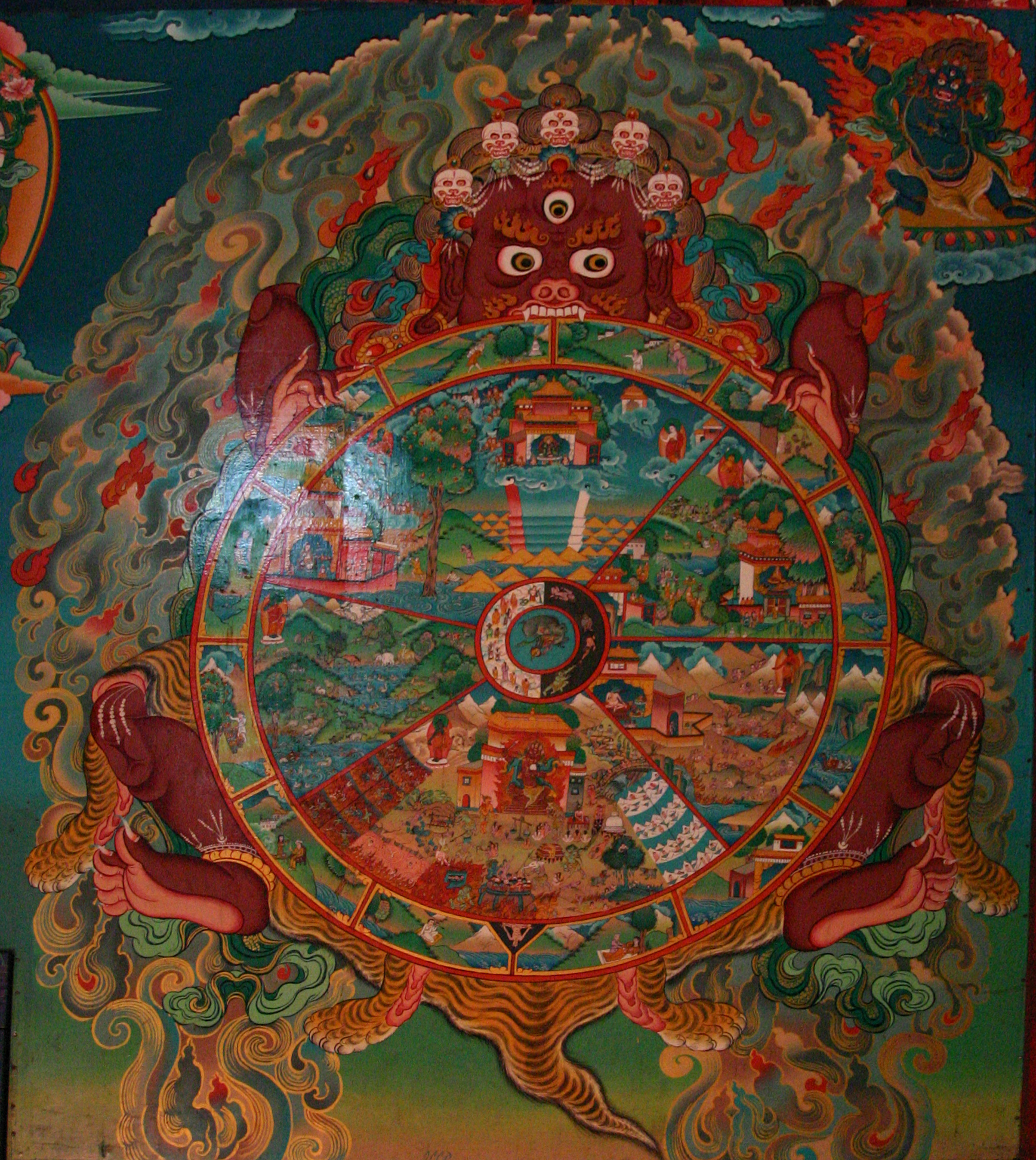
Roue de la vie
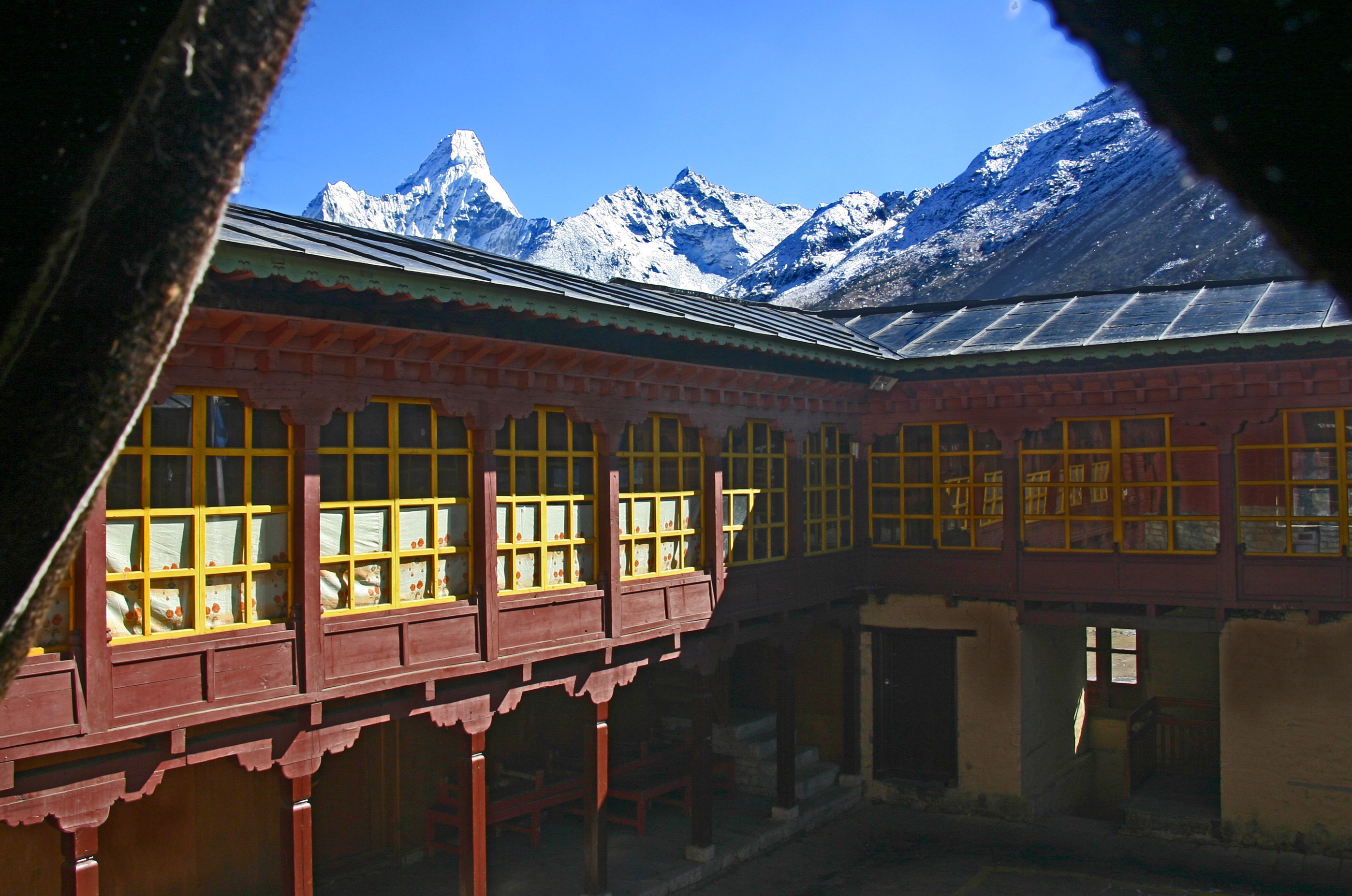
Cour intérieure
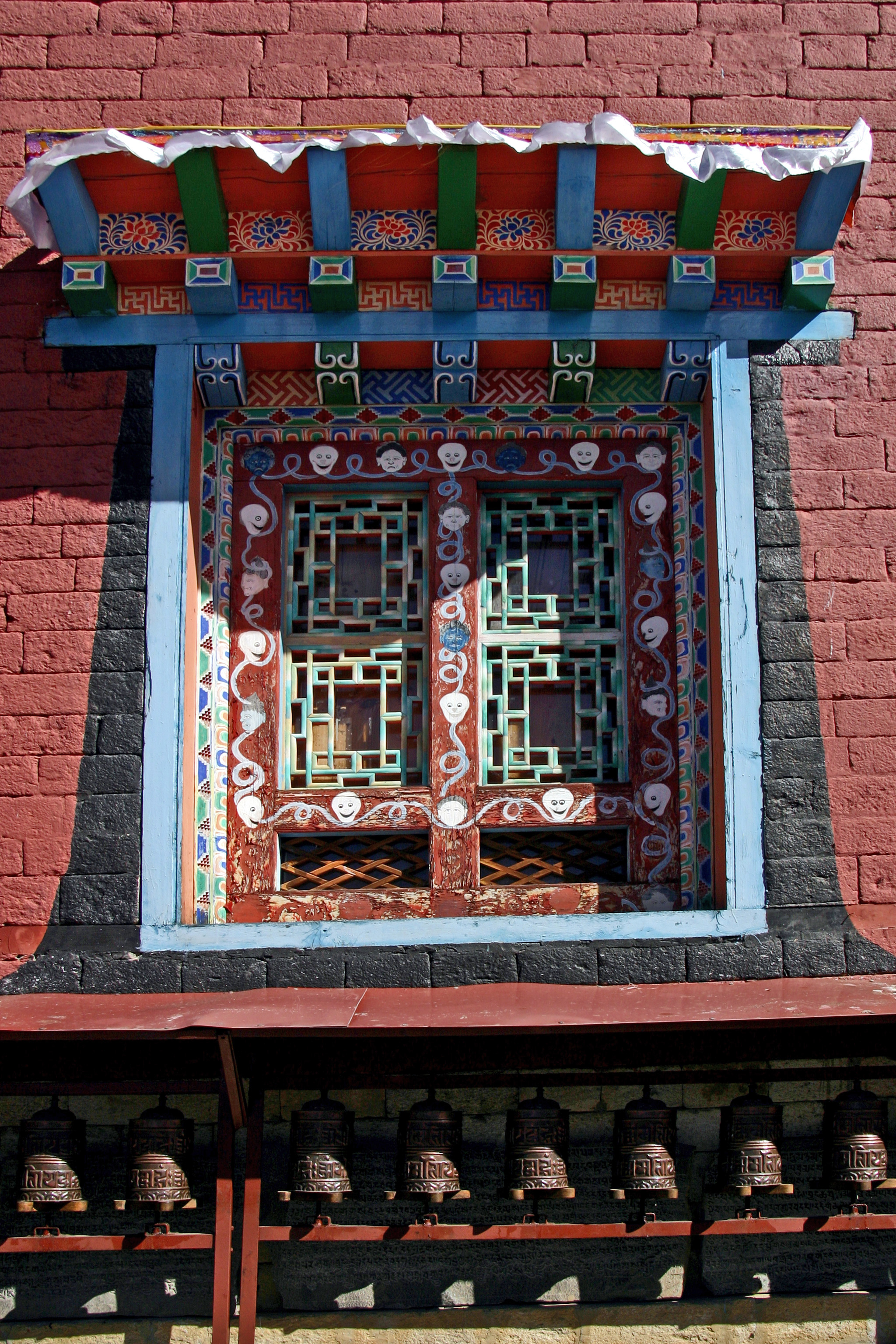
Fenêtre
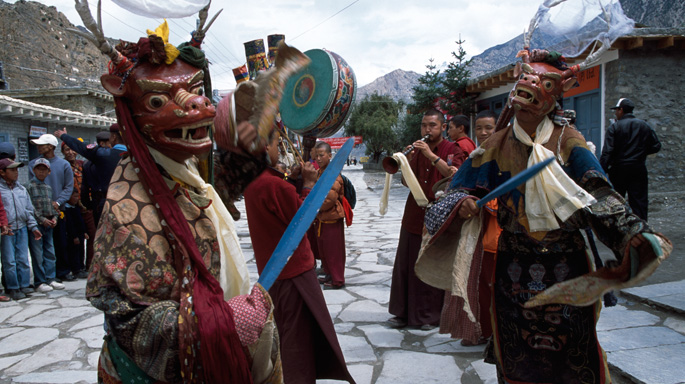
Sherpas exécutant une danse lors du festival Mani Rimdu.
- Mani Rimdu